# Münstedt
Münstedt is een dorp in de gemeente Ilsede in de deelstaat Nedersaksen, en maakt deel uit van het Landkreis Peine.

## Monumenten
- De evangelisch-lutherse parochie Münstedt uit 1189

## Geboren in Münstedt
- Will Brandes, Schlagerzanger, (1928-1990)